# Mount Whewell
Mount Whewell är ett berg i Antarktis. Det ligger i Östantarktis. Nya Zeeland gör anspråk på området. Toppen på Mount Whewell är 2 945 meter över havet, eller 565 meter över den omgivande terrängen. Bredden vid basen är 6,6 km.
Terrängen runt Mount Whewell är huvudsakligen mycket bergig. Trakten är obefolkad. Det finns inga samhällen i närheten.